# Rockpalast: Blues Rock Legends Vol. 3
Rockpalast: Blues Rock Legends Vol. 3 ist ein Livealbum des amerikanischen Bluesrock-Musikers Johnny Winter, das im Rahmen der 4. Rockpalast Nacht am 21. / 22. April 1979 in der Grugahalle in Essen aufgezeichnet wurde. Der Konzertmitschnitt wurde im Jahr 2011 als Doppel-CD und DVD veröffentlicht.

## Hintergrund
Während der 4. Rockpalast Nacht am 21. / 22. April 1979 traten nacheinander die J. Geils Band, die Patti Smith Group sowie Johnny Winter und Band in der ausverkauften Grugahalle in Essen auf. Das Konzert wurden im Rahmen der WDR-Produktion Rockpalast veranstaltet und live von der ARD via Eurovision in voller Länge in ganz Europa übertragen. Zeitgleich wurde das Konzert von zahlreichen Radiosendern (u. a. dem WDR) in Stereofonie ausgestrahlt.
In den vom Produzenten des Rockpalast Peter Rüchel veröffentlichten Erinnerungen 10 Jahre Rockpalast (1985) ist zum Konzertauftritt von Johnny Winter vermerkt:
„Dann kam Johnny Winter. Wir hatten ihm ein paar Tage vorher unsere Aufzeichnung des Rockpalast Konzertes mit Muddy Waters gezeigt. Das hatte ihn so zuversichtlich gestimmt, daß er eigentlich keine Notwendigkeit mehr sah, überhaupt zu proben (Wir sind schließlich nur eine Drei-Mann-Band). Die Probe war dann auch sehr kurz. Johnny ging auf die Bühne und wollte zwei Stunden nur den Blues spielen, ließ sich dann aber vom Publikum animieren auch richtig loszurocken. Sein Tourmanager sah nach 90 Konzertminuten immer mal wieder fragend zu Peter, der fasziniert auf der rechten Bühnenseite stand:" Darf er noch weiterspielen?" Die Antwort war immer: JA.“

## Titelliste
1. Rockpalast-Intro: Believe in Me (Curtis Mayfield) – 0:14
2. Hideaway (Freddie King) – 11:01
3. Messin’ with the Kid (Mel London) – 7:47
4. Walking By Myself (Jimmy Rogers) – 8:26
5. Mississippi Blues (Willie Brown) – 18:11
6. Divin' Duck (Sleepy John Estes) – 6:33
7. Johnny B. Goode (Chuck Berry) – 6:52
8. Suzie Q (Dale Hawkins, Stanley Lewis, Eleanor Broadwater) – 13:14
9. Drum Solo (Bobby 'T' Torello) – 10:43
10. I’m Ready (Pearl King, Ruth Durand, Joseph Robichaux) – 5:48 (Gesang, Gitarre: Jon Paris, Bass: Johnny Winter)
11. Rockabilly Boogie (Johnny Burnette, Dorsey Burnette, George Hawkins, Henry Jerome) – 6:05 (Gesang, Gitarre: Jon Paris, Bass: Johnny Winter)
12. Medley (Johnny Winter) – 15:25
13. Jumpin’ Jack Flash (Mick Jagger, Keith Richards) – 7:50

## Rezensionen
In der Musikzeitschrift Spotlight 06/1979 hieß es über den Auftritt: „Mit einem kaum faßbaren Gefühl für Aussage und Modulation erzählte er [Johnny Winter] den versammelten Rockjüngern in der Halle und vor den Schirmen, was diese Musik zu sagen hat. Die Gefühlstiefe, geboren aus Aufschrei, Protest und agressiver Verzweiflung, die Johnny an diesem Morgen in sein Gitarrenspiel einfließen ließ, setzte neue Maßstäbe. Sicher, es gab eine Zeit da spielte Johnny noch schneller, noch aktiver vorwärtsdrängend, aber ich glaube nicht, daß er jemals so gut spielte. Während andere Gitarristen durch zunehmende Praxis und Erfahrung technisch brillanter werden, noch schneller werden, ist Johnny reifer, humaner geworden. Johnny ist nicht mehr nur der Wundergitarrist mit den schnellen Fingern, er ist mehr, ist ähnlich Jimi Hendrix mit seiner Gitarre zum Medium der Mitteilung geworden.“